# غرسنية أحادية الزهرة
غرسنية أحادية الزهرة (الاسم العلمي:Garcinia uniflora) هي نوع من النباتات تتبع جنس الغرسنية من فصيلة الكلوزية.